# Limonia parietina
Limonia parietina là một loài ruồi trong họ Limoniidae. Chúng phân bố ở miền Tân bắc.